# Legge fisica
(Albert Einstein, Come io vedo il mondo)
Una legge fisica (o legge della natura) è l'espressione in linguaggio matematico di una regolarità riscontrata nei fenomeni fisici o naturali, al fine di racchiudere in una formula unitaria i vari aspetti in cui questi si esplicano; tale formulazione viene spesso dedotta su basi ipotetiche per poi essere confrontata con la sperimentazione.

Il piano inclinato, uno dei primi esempi di esperimento scientifico con cui Galileo giunse a elaborare le leggi fisiche del moto gravitazionale.

## Storia
Dal punto di vista storico, il concetto di legge della natura si sviluppa a partire dal Seicento, con i primi lavori di Cartesio (probabilmente vero teorico della nozione), Keplero (che ha scoperto le tre leggi del movimento planetare) e Galilei (che ha fatto i primi esperimenti nel senso moderno della parola). Tra questi tre scienziati ci sono grandi differenze riguardo al loro contributo alla formazione del concetto di legge della natura, che avrà un ruolo importante nello sviluppo della scienza moderna.
I concetti di legge divina e legge giuridica sono storicamente anteriori a quello di legge scientifica.

## Descrizione
Un'assunzione fondamentale della ricerca scientifica è che i fenomeni naturali, pur nella apparente molteplicità delle loro forme, siano caratterizzati da poche leggi naturali ad essi preesistenti, le quali tutte diano giustificazione del mondo fisico o Natura esistente nella sua apparente regolarità e sostanziale ordine. La ricerca di tali leggi è parte intrinseca del metodo scientifico. 
Il lavoro degli scienziati moderni continua perciò a seguire lo stesso spirito dei filosofi naturali presocratici, tra cui Talete, alla ricerca dell'immutabile "uno" dietro l'apparente "molteplice".
Alcune leggi fisiche assumono importanza fondamentale all'interno delle rispettive teorie fisiche diventando principio cardine della teoria stessa, come ad esempio i principi della dinamica e 
il principi di conservazione). In ogni caso, le leggi fisiche sono equazioni o modelli matematici che hanno validità universale e invariante di scala, a meno della scoperta di nuove leggi di natura più generali che le ricomprendono come caso particolare o approssimazione, cosa avvenuta con la fisica moderna nei confronti della fisica classica).
Secondo Karl Popper una legge è ritenuta valida, ma non vera in senso assoluto, se resiste agli attacchi di chi tenta di confutarla, cioè di dimostrare il contrario, a differenza del dogma che invece è considerata una verità assoluta e pertanto non falsificabile, tipico delle pseudoscienze.

## Dibattiti epistemologici
L'idea di legge fisica si può intendere diversamente a seconda che si consideri come un'astrazione oppure come una scoperta.
Nel primo caso si ha a che fare con un'astrazione almeno in parte arbitraria, compiuta dall'osservatore a partire da dati dell'esperienza sensibile, mediati eventualmente dallo strumento materiale, dai sensi del corpo e dal sistema cerebrale. 
Nel caso si consideri invece la legge una scoperta (o riscoperta) di un ordine preesistente, l'intelletto umano si limiterebbe a riconoscerla nella massa dei dati sensibili in seguito alla scrematura dei fattori di disturbo. Nel primo caso l'enunciazione di una nuova legge fisica si configura come una creazione, un parto cioè della mente umana; nel secondo caso essa è piuttosto la scoperta di una realtà indipendente dall'uomo.
Il dibattito è simile a quello che ha luogo riguardo agli oggetti delle scienze matematiche tra i cosiddetti platonisti, che sostengono la seconda tesi, e i formalisti per i quali le strutture della matematica, derivando da assiomi convenuti arbitrariamente, risultano in ultima analisi prodotto della mente umana.
Nelle scienze empiriche il dibattito è complicato dal fatto che le teorie si fondano su assiomi che sono scelti però con un grado di arbitrarietà minore rispetto a quelli delle teorie matematiche, in quanto l'obiettivo di una teoria fisica (i cui teoremi sono poi le leggi fisiche) è la predizione o, in termini prepopperiani, la spiegazione del dato sensibile, la cui validità intersoggettiva viene generalmente accettata.
Nel caso di derivazione sperimentale, data la finitudine dei dati o esperienze fisiche implicate, la natura universale della legge fisica scoperta è supposta sulla base dell'inferenza logica connessa ad un processo di induzione cioè generalizzazione dal particolare all'universale. Nulla vieta dunque che un maggior numero di esperienze sensibili possa disconoscere o modificare la legge fisica scoperta conferendole caratteristiche di maggiore universalità, come peraltro più volte avvenuto nella storia della scienza. 
In epistemologia, lungo e controverso è stato (ed è tuttora) il dibattito riguardo al valore da attribuire alla definizione di legge fisica. 
Il problema, sollevato per la prima volta da Hertz, verteva principalmente sul tentativo di destrutturare il dualismo filosofico che vedeva contrapposte due correnti di pensiero: la prima avallava l'ipotesi secondo la quale le leggi di natura fossero state poste da un essere supremo all'interno della natura e che, pertanto, allo scienziato spettava semplicemente adoperarsi a scoprirle, in virtù di una visione della natura regolata da leggi semplici la cui comprensione avrebbe garantito una conoscenza completa ed inglobante di ciò che ci circonda; la seconda, invece, considerava le leggi fisiche pura invenzione della mente umana. 
Quest'ultima posizione fu tuttavia ben presto abbandonata in quanto non era in grado di fornire una spiegazione sufficientemente valida e coerente al fatto che le previsioni riguardo ad un fenomeno scaturite da leggi fisiche trovano una non casuale corrispondenza nella realtà; ciò pertanto non farebbe altro che avvalorare la prima suesposta corrente. Durante l'indagine sperimentale di un dato evento è indubbio che si colga il modo in cui l'interazione tra determinati fenomeni fa sì che si venga a verificare quel dato evento. 
Scoprendo le modalità in cui esso avviene si arriva a una legge che è il modello interpretativo derivato da un processo di filtraggio, attuato dalle nostre strutture mentali e pertanto fortemente condizionato dal nostro modo di osservare e conoscere la realtà. Questo processo analizza solo quegli aspetti del fenomeno che possono essere considerati non superflui e tali che, qualora essi non venissero fatti rientrare all'interno del modello, vi sarebbe una discrepanza tra le conseguenze delle nostre "immagini mentali" e la prova sperimentale. Piuttosto, invece, sarebbe il linguaggio matematico ad essere stato inventato. Tali riflessioni sono tuttavia state ritenute insufficienti dai sostenitori della seconda tesi.